# Tall Poppy Syndrome
Albums de Leprous
Bilateral
(2011)
Tall Poppy Syndrome est un album du groupe de metal progressif norvégien Leprous sorti en 2009.

## Liste des morceaux
1. Passing – 8:31
2. Phantom Pain – 6:51
3. Dare You - 6:45
4. Fate – 4:38
5. He Will Kill Again – 7:32
6. Not Even A Name – 8:46
7. Tall Poppy Syndrome – 8:28
8. White – 11:32

## Credits
- Einar Solberg - Piano, Voix
- Tor Oddmund Suhrke - Guitare, Voix
- Øystein Landsverk - Guitare, Voix
- Halvor Strand - Bass
- Tobias Ørnes Andersen - Batterie